# Себастьян Предль
Себастьян Предль (нім. Sebastian Prödl, нар. 21 червня 1987, Грац) — колишній австрійський футболіст, центральний захисник, відомий виступами зокрема за національну збірну Австрії.

## Клубна кар'єра
У дорослому футболі дебютував 2006 року виступами за «Штурм» (Грац), в якому провів два сезони, взявши участь у 43 матчах чемпіонату. Більшість часу, проведеного у складі «Штурма», був основним гравцем захисту команди.
До складу німецького «Вердера», який заплатив за футболіста 2,5 млн. євро, приєднався 1 червня 2008 року, підписавши контракт на 4 роки. Згодом контракт було подовжено, і загалом австрієць провів у бременській команді шість сезонів, взявши участь у 176 матчах в усіх турнірах. Перед початком сезону 2014/15 гравцеві було запропоновано новий контракт, від якого він однак відмовився і по закінченні сезону команду залишив.
1 червня 2015 року на правах вільного агента уклав п'ятирічну угоду з англійським «Вотфордом». У новій команді швидко став ключовою фігурою в лінії захисту, а в сезоні 2016/17 був обраний гравцем року «Вотфорда». Утім згодом гравця почали переслідувати травми і в сезонах 2018/19 і 2019/20 він практично не грав.
4 лютого 2020 року уклав півторарічний контракт з італійським «Удінезе», однак до завершення сезону 2019/20 у його складі так й не дебютував, відновлюючись від чергової травми. Наступний сезон також провів у команді з Удіне, за яку знов не провів жодної гри і по завершенні сезону команду залишив. 
1 Червня 2022 Предль оголосив про завершення кар'єри. 

## Виступи за збірні
До 2007 року виступав у складі юнацької та молодіжної збірної Австрії. Був учасником молодіжного чемпіонату світу 2007 року, де австрійці зайняли 4 місце.
30 серпня 2007 року дебютував в офіційних матчах у складі національної збірної Австрії в товариській грі проти збірної Шотландії. 
У складі збірної був учасником чемпіонату Європи 2008 року в Австрії та Швейцарії, на якому саме він 12 червня заробив пенальті на останніх секундах матчу проти збірної Польщі, що дозволив збірній Австрії звести матч внічию, заробити 1 очко і завдяки цьому зайняти в підсумку 3-е місце в групі «B», випередивши збірну Польщі за різницею м'ячів.
За вісім років був учасником чемпіонату Європи 2016 у Франції, взявши участь у двох іграх своєї команди на груповому етапі.
| Дата       | Місто                  | Господарі            | Результат               | Гості                | Турнір                               | Голи | Примітки |
| ---------- | ---------------------- | -------------------- | ----------------------- | -------------------- | ------------------------------------ | ---- | -------- |
| 30-5-2007  | Відень                 | Австрія              | 0 – 1                   | Шотландія            | товариський матч                     | -    | 89'      |
| 2-6-2007   | Відень                 | Австрія              | 0 – 0                   | Парагвай             | товариський матч                     | -    | 46'      |
| 22-8-2007  | Відень                 | Австрія              | 1 – 1                   | Чехія                | товариський матч                     | -    |          |
| 7-9-2007   | Клагенфурт-ам-Вертерзе | Австрія              | 0 – 0 д.ч. (4 – 3 п.п.) | Японія               | товариський матч                     | -    |          |
| 11-9-2007  | Відень                 | Австрія              | 0 – 2                   | Чилі                 | товариський матч                     | -    | 81'      |
| 13-10-2007 | Цюрих                  | Швейцарія            | 3 – 1                   | Австрія              | товариський матч                     | -    | 40'      |
| 6-2-2008   | Відень                 | Австрія              | 0 – 3                   | Німеччина            | товариський матч                     | -    |          |
| 26-3-2008  | Відень                 | Австрія              | 3 – 4                   | Нідерланди           | товариський матч                     | 2    |          |
| 27-5-2008  | Ґрац                   | Австрія              | 1 – 1                   | Нігерія              | товариський матч                     | -    |          |
| 30-5-2008  | Ґрац                   | Австрія              | 5 – 1                   | Мальта               | товариський матч                     | -    | 84'      |
| 8-6-2008   | Відень                 | Австрія              | 0 – 1                   | Хорватія             | ЧЄ 2008 - 1-й етап                   | -    | 68'      |
| 12-6-2008  | Відень                 | Австрія              | 1 – 1                   | Польща               | ЧЄ 2008 - 1-й етап                   | -    | 72'      |
| 20-8-2008  | Ніцца                  | Австрія              | 2 – 2                   | Італія               | товариський матч                     | -    |          |
| 6-9-2008   | Відень                 | Австрія              | 3 – 1                   | Франція              | Відбір до ЧС 2010                    | -    |          |
| 10-9-2008  | Маріямполе             | Литва                | 2 – 0                   | Австрія              | Відбір до ЧС 2010                    | -    |          |
| 11-10-2008 | Торсгавн               | Фарерські острови    | 1 – 1                   | Австрія              | Відбір до ЧС 2010                    | -    |          |
| 15-10-2008 | Відень                 | Австрія              | 1 – 3                   | Сербія               | Відбір до ЧС 2010                    | -    |          |
| 19-11-2008 | Відень                 | Австрія              | 2 – 4                   | Туреччина            | товариський матч                     | -    | 87'      |
| 11-2-2009  | Ґрац                   | Австрія              | 0 – 2                   | Швеція               | товариський матч                     | -    |          |
| 1-4-2009   | Клагенфурт-ам-Вертерзе | Австрія              | 2 – 1                   | Румунія              | Відбір до ЧЄ 2012                    | -    | 10'      |
| 12-8-2009  | Клагенфурт-ам-Вертерзе | Австрія              | 0 – 2                   | Камерун              | товариський матч                     | -    | 46'      |
| 3-3-2010   | Відень                 | Австрія              | 2 – 1                   | Данія                | товариський матч                     | -    | 64'      |
| 19-5-2010  | Клагенфурт-ам-Вертерзе | Австрія              | 0 – 1                   | Хорватія             | товариський матч                     | -    |          |
| 11-8-2010  | Клагенфурт-ам-Вертерзе | Австрія              | 0 – 1                   | Швейцарія            | товариський матч                     | -    |          |
| 7-9-2010   | Вальс-Зіценгайм        | Австрія              | 2 – 0                   | Казахстан            | Відбір до ЧЄ 2012                    | -    |          |
| 8-10-2010  | Відень                 | Австрія              | 3 – 0                   | Азербайджан          | Відбір до ЧЄ 2012                    | 1    | 10'      |
| 12-10-2010 | Брюссель               | Бельгія              | 4 – 4                   | Австрія              | Відбір до ЧЄ 2012                    | -    |          |
| 17-11-2010 | Відень                 | Австрія              | 1 – 2                   | Греція               | товариський матч                     | -    |          |
| 9-2-2011   | Ейндговен              | Нідерланди           | 3 – 1                   | Австрія              | товариський матч                     | -    |          |
| 7-10-2011  | Баку                   | Азербайджан          | 1 – 4                   | Австрія              | Відбір до ЧЄ 2012                    | -    |          |
| 11-10-2011 | Нур-Султан             | Казахстан            | 0 – 0                   | Австрія              | Відбір до ЧЄ 2012                    | -    |          |
| 15-11-2011 | Львів                  | Україна              | 2 – 1                   | Австрія              | товариський матч                     | -    | 66'      |
| 1-6-2012   | Інсбрук                | Австрія              | 3 – 2                   | Україна              | товариський матч                     | -    |          |
| 15-8-2012  | Відень                 | Австрія              | 2 – 0                   | Туреччина            | товариський матч                     | -    | 50'      |
| 11-9-2012  | Відень                 | Австрія              | 1 – 2                   | Німеччина            | Відбір до ЧС 2014                    | -    | 18'      |
| 12-10-2012 | Нур-Султан             | Казахстан            | 0 – 0                   | Австрія              | Відбір до ЧС 2014                    | -    |          |
| 16-10-2012 | Відень                 | Австрія              | 4 – 0                   | Казахстан            | Відбір до ЧС 2014                    | -    | 59'      |
| 14-11-2012 | Лінц                   | Австрія              | 0 – 3                   | Кот-д'Івуар          | товариський матч                     | -    | 46'      |
| 6-2-2013   | Суонсі                 | Уельс                | 2 – 1                   | Австрія              | товариський матч                     | -    |          |
| 7-6-2013   | Відень                 | Австрія              | 2 – 1                   | Швеція               | Відбір до ЧС 2014                    | -    | 46'      |
| 14-8-2013  | Вальс-Зіценгайм        | Австрія              | 0 – 2                   | Греція               | товариський матч                     | -    | 46'      |
| 10-9-2013  | Відень                 | Австрія              | 1 – 0                   | Ірландія             | Відбір до ЧС 2014                    | -    |          |
| 11-10-2013 | Стокгольм              | Швеція               | 2 – 1                   | Австрія              | Відбір до ЧС 2014                    | -    |          |
| 15-10-2013 | Торсгавн               | Фарерські острови    | 0 – 3                   | Австрія              | Відбір до ЧС 2014                    | 1    | 81'      |
| 3-6-2014   | Оломоуць               | Чехія                | 1 – 2                   | Австрія              | товариський матч                     | -    |          |
| 9-10-2014  | Кишинів                | Молдова              | 1 – 2                   | Австрія              | Відбір до ЧЄ 2016                    | -    | 26'      |
| 15-11-2014 | Відень                 | Австрія              | 1 – 0                   | Росія                | Відбір до ЧЄ 2016                    | -    | 86'      |
| 18-11-2014 | Відень                 | Австрія              | 1 – 2                   | Бразилія             | товариський матч                     | -    | 88'      |
| 31-3-2015  | Відень                 | Австрія              | 1 – 1                   | Боснія і Герцеговина | товариський матч                     | -    | 62'      |
| 14-6-2015  | Москва                 | Росія                | 0 – 1                   | Австрія              | Відбір до ЧЄ 2016                    | -    | 86'      |
| 5-9-2015   | Відень                 | Австрія              | 1 – 0                   | Молдова              | Відбір до ЧЄ 2016                    | -    | 37'      |
| 8-9-2015   | Стокгольм              | Швеція               | 1 – 4                   | Австрія              | Відбір до ЧЄ 2016                    | -    |          |
| 9-10-2015  | Подгориця              | Чорногорія           | 2 – 3                   | Австрія              | Відбір до ЧЄ 2016                    | -    |          |
| 12-10-2015 | Відень                 | Австрія              | 3 – 0                   | Ліхтенштейн          | Відбір до ЧЄ 2016                    | -    |          |
| 17-11-2015 | Відень                 | Австрія              | 1 – 2                   | Швейцарія            | товариський матч                     | -    | 3'       |
| 29-3-2016  | Відень                 | Австрія              | 1 – 2                   | Туреччина            | товариський матч                     | -    | 59'      |
| 4-6-2016   | Відень                 | Австрія              | 0 – 2                   | Нідерланди           | товариський матч                     | -    | 79'      |
| 18-6-2016  | Париж                  | Португалія           | 0 – 0                   | Австрія              | ЧЄ 2016 - 1-й етап                   | -    |          |
| 22-6-2016  | Сен-Дені               | Ісландія             | 2 – 1                   | Австрія              | ЧЄ 2016 - 1-й етап                   | -    | 46'      |
| 9-10-2016  | Белград                | Сербія               | 3 – 2                   | Австрія              | Відбір до ЧС 2018                    | -    | 71'      |
| 24-3-2017  | Відень                 | Австрія              | 2 – 0                   | Молдова              | Відбір до ЧС 2018                    | -    |          |
| 28-3-2017  | Інсбрук                | Австрія              | 0 – 0                   | Фінляндія            | товариський матч                     | -    |          |
| 11-6-2017  | Дублін                 | Ірландія             | 1 – 1                   | Австрія              | Відбір до ЧС 2018                    | -    |          |
| 2-9-2017   | Кардіфф                | Уельс                | 1 – 0                   | Австрія              | Відбір до ЧС 2018                    | -    | 25' 27'  |
| 23-3-2018  | Клагенфурт-ам-Вертерзе | Австрія              | 3 – 0                   | Словенія             | товариський матч                     | -    |          |
| 27-3-2018  | Люксембург             | Люксембург           | 0 – 4                   | Австрія              | товариський матч                     | -    |          |
| 30-5-2018  | Інсбрук                | Австрія              | 1 – 0                   | Росія                | товариський матч                     | -    |          |
| 2-6-2018   | Клагенфурт-ам-Вертерзе | Австрія              | 2 – 1                   | Німеччина            | товариський матч                     | -    |          |
| 10-6-2018  | Відень                 | Австрія              | 0 – 3                   | Бразилія             | товариський матч                     | -    | 54'      |
| 6-9-2018   | Відень                 | Австрія              | 2 – 0                   | Швеція               | товариський матч                     | -    | 46'      |
| 11-9-2018  | Зениця                 | Боснія і Герцеговина | 1 – 0                   | Австрія              | Ліга націй УЄФА 2018-2019 - 1-й етап | -    |          |
| 12-10-2018 | Відень                 | Австрія              | 1 – 0                   | Північна Ірландія    | Ліга націй УЄФА 2018-2019 - 1-й етап | -    |          |
| 16-10-2018 | Гернінг                | Данія                | 2 – 0                   | Австрія              | товариський матч                     | -    | кап. 71' |
| Усього     |                        | Матчів               | 73                      |                      | Голів                                | 4    |          |

## Титули і досягнення
- Володар Кубка Німеччини (1):

«Вердер»: 2008-09
- Володар Суперкубка Німеччини (1):

«Вердер»: 2009